# ۲۵۵ (قمری)
۲۵۵ (قمری)، دویست و پنجاه و پنجمین سال در گاهشماری هجری قمری است. اول محرم این سال برابر با بیستم دسامبر سال ۸۶۸ میلادی است.

## زادگان
- حجت بن حسن، امام دوازدهم شیعه.